# Evert Ålnäs
Evert Ingvar Johan Ålnäs, född 28 augusti 1903 i Håtuna socken, Stockholms län, död 23 oktober 1985 i Kista, Norrtälje kommun, var en svensk keramiker.
Han var son till konstsnickaren August Johan Gustafsson och Ebba Ekdahl och gift med Magda Dragelin. Ålnäs studerade vid Tekniska skolan i Stockholm 1924–1927 och 1931–1933 och för krukmakaren Lorenz Bergman i Hjo samt under studieresor till Danmark, Norge, Frankrike och Nederländerna. Separat ställde han ut i Bergshammar, Södermanlands län och han medverkade i ett flertal samlingsutställningar. Bland hans offentliga arbeten märks keramikutsmyckningar för Systembolaget i Malmö, Älmhult och Flen där samtliga har ett tema på vin samt utsmyckningar för Öppebyskolan i Nyköping. Han utförde även avgjutningar åt andra skulptörer och med skisser av Einar Forseth färdigställde han utsmyckningen av Enehagens skola i Värnamo och Oscar Antonssons terrakotta arbeten för barnsjukhuset i Lund. Hans keramik är ofta utförd med saltglasyr.  